# Lidia Leontjeva
Lidia Michajlovna Leontjeva (Russisch: Лидия Михайловна Леонтьева; geboortenaam: Антониковская; Antonikovskaja) (Leningrad, 30 juli 1939 - 1996), was een voormalig basketbalspeelster die uitkwam voor het nationale team van de Sovjet-Unie. Ze werd Meester in de sport van de Sovjet-Unie, Internationale Klasse van de Sovjet Unie.

## Carrière
Leontjeva speelde sinds 1957 voor SKIF Leningrad. In 1963 speelde ze met RSFSR Leningrad. Ze werd met RSFSR Leningrad één keer tweede om het Spartakiad van de volkeren van de USSR in 1963. In 1964 ging ze spelen voor SKA Leningrad. Met SKA werd ze drie keer derde om het landskampioenschap van de Sovjet-Unie in 1959, 1964 en 1965. In 1968 stopte ze met basketbal.
Met het nationale team van de Sovjet-Unie won Leontjeva goud in 1964 op het Wereldkampioenschap en twee keer goud op het Europees Kampioenschap in 1962 en 1964.

## Erelijst
- Landskampioen Sovjet-Unie:
  - Tweede: 1963
  - Derde: 1959, 1964, 1965
- Wereldkampioenschap: 1
  - Goud: 1964
- Europees Kampioenschap: 2
  - Goud: 1962, 1964